# Viatcheslav Ekimov
Pour les articles homonymes, voir Ekimov.

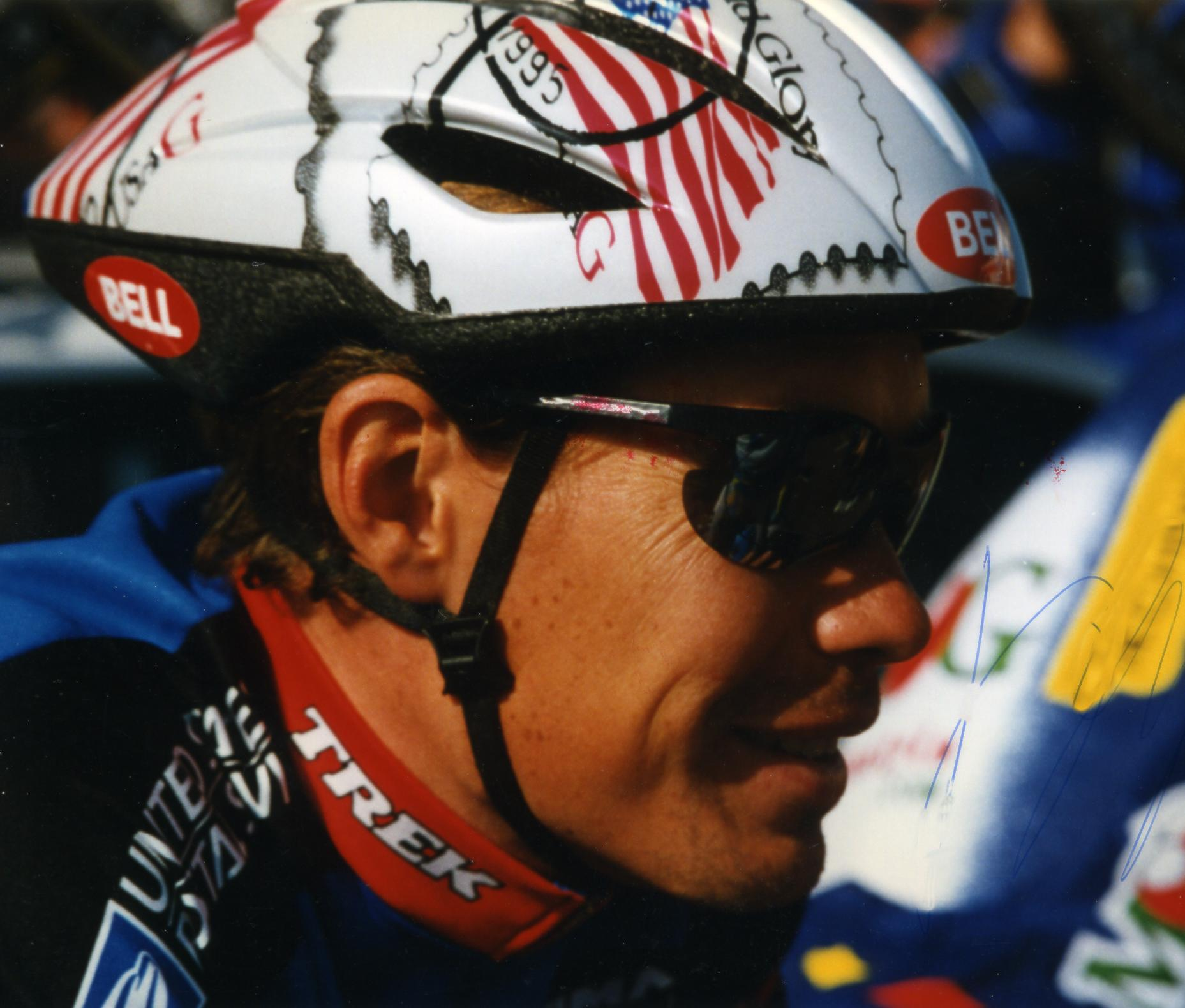
Viatcheslav Ekimov lors de Paris-Nice 1997.

Viatcheslav Vladimirovitch Ekimov, né le 4 février 1966 à Vyborg, en Russie (ex URSS), est un coureur cycliste russe, professionnel de 1990 à 2006, reconverti directeur sportif puis manager d'équipe. Triple champion olympique et sextuple champion du monde (sur route et sur piste), il est depuis le 15 décembre 2016 président de la Fédération russe de cyclisme.

## Biographie
Champion du monde de poursuite par équipes en 1987 puis champion olympique dans cette discipline chez les amateurs, il devient professionnel en 1990. Il s'illustre sur piste avec un titre de champion du monde de poursuite en 1990 (il sera également quatrième en 1991) et de la course aux points 1991. Il effectue le reste de sa carrière sur route, remportant notamment deux titres de champion olympique du contre-la-montre en 2000 à Sydney puis en 2004 à Athènes, à la suite du déclassement de Tyler Hamilton pour dopage, ainsi qu'une étape du Tour de France 1991 et du Tour d'Espagne 1999. 
Il participe à 15 Tours de France, dont six en tant que coéquipier du septuple vainqueur de l'épreuve Lance Armstrong (déclassé pour dopage depuis), au sein des équipes US Postal et Discovery Channel. Il devient directeur sportif de cette dernière en 2007 et accompagne ensuite le manager Johan Bruyneel chez Astana (2008-2009) puis RadioShack (2010-2011).
En octobre 2012, il est nommé manager général de l'équipe Katusha en remplacement de l'Allemand Hans-Michael Holczer. Il est remplacé à l'issue de la saison 2016 par José Azevedo. Ekimov devient quant à lui président de la Fédération russe de cyclisme.

## Palmarès sur piste

### Jeux olympiques
- Séoul 1988
  -  Champion olympique de poursuite par équipes (avec Artūras Kasputis, Dmitri Nelyubin et Gintautas Umaras)

### Championnats du monde
- Maebashi 1990
  -  Champion du monde de poursuite individuelle
- Stuttgart 1991
  -  Champion du monde de la course aux points
  - 4e de la poursuite individuelle

### Championnats du monde amateurs
- Bassano del Grappa 1985
  -  Champion du monde de poursuite individuelle amateurs
  -  Médaillé de bronze de la poursuite par équipes amateurs
- Colorado Springs 1986
  -  Champion du monde de poursuite individuelle amateurs
  -  Médaillé de bronze de la poursuite par équipes amateurs
- Vienne 1987
  -  Champion du monde de poursuite par équipes (avec Alexandre Krasnov, Viktor Manakov et Sergeï Khmelinine)
  -  Médaillé d'argent de la poursuite individuelle amateurs
- Lyon 1989
  -  Champion du monde de poursuite individuelle amateurs
  -  Médaillé d'argent de la poursuite par équipes amateurs

### Championnats du monde juniors
- 1984
  -  Champion du monde de la course aux points juniors
  -  Champion du monde de poursuite par équipes juniors (avec Evgeni Murin, Mikhail Svechnikov et Dimitri Denkov)
  -  Médaillé d'argent de la poursuite individuelle juniors[5]

### Goodwill Games
- 1986
  -  Médaillé d'or de la poursuite individuelle

### Championnats d'Union Soviétique
- 1986
  -  Champion d'URSS de poursuite
- 1987
  -  Champion d'URSS de poursuite
- 1989
  -  Champion d'URSS de poursuite
  -  Champion d'URSS de poursuite par équipes (avec Mikhail Orlov, Evgueni Berzin et Dmitri Nelyubin)

### Records
- 6 records du monde amateurs sur piste couverte : 4 km (4 min 28 s 900, 1986), 5 km (1985), 10 km (1985), 20 km (1985), 4 km par équipe (1987), et record de l'heure (48 km 448, 1985).

## Palmarès sur route

### Palmarès amateur
| - 1984 - 2e et 8eb (contre-la-montre) étapes du Tour du Táchira - 2e étape du Dusika Jugend Tour - 2e étape du Tour d'Autriche - 2e du Dusika Jugend Tour - 1986 - 2e du championnat d'URSS du contre-la-montre par équipes - 1987 - 3e et 5e (contre-la-montre) étapes de la Baltic Sea Friendship Race - Tour de Belgique amateurs : - Classement général - 4eb (contre-la-montre) et 6e étapes - 2e de la Baltic Sea Friendship Race - 3e du Tour de l'URSS - 1988 - Tour du Táchira : - Classement général - Prologue, 7e et 8eb (contre-la-montre) étapes - Tour de Normandie - Tour de Belgique amateurs : - Classement général - Prologue, 3e et 6e (contre-la-montre) étapes - Regio-Tour - 1re étape du Circuit des Ardennes (contre-la-montre) - 2e du Circuit des Ardennes - 2e du Circuit de la Sarthe | - 1989 - Prologue, 1re et 8e (contre-la-montre) étapes du Tour du Táchira - Circuit franco-belge : - Classement général - 5eb étape - 1re étape du Tour de Trump - 2e du Circuit de la Sarthe - 2e du Tour de Suède - 3e du Tour du Táchira - 3e du Tour de Normandie |  |

### Palmarès professionnel
| - 1990 - 5e étape du Tour méditerranéen (contre-la-montre) - 3e étape du Critérium international (contre-la-montre) - 5e étape du Tour du Vaucluse - 5e étape du Tour des Asturies - 2e étape du Tour de France (contre-la-montre par équipes) - 2e du Grand Prix Wielerrevue - 3e du Tour méditerranéen - 1991 - 3e étape du Critérium international (contre-la-montre) - 20e étape du Tour de France - 2e du championnat d'URSS sur route - 3e du Grand Prix de la Libération (avec Panasonic-Sportlife) - 1992 - 6e étape du Tour méditerranéen (contre-la-montre par équipes) - 4e étape de la Semaine catalane - 5e étape des Quatre Jours de Dunkerque - 6e étape du Grand Prix du Midi libre (contre-la-montre) - 4e étape du Tour de France (contre-la-montre par équipes) - Grand Prix de Zurich - Course des raisins - 2e des Trois Jours de La Panne - 3e des Quatre Jours de Dunkerque - 3e du Grand Prix du Midi libre - 3e du Mémorial Rik Van Steenbergen - 3e du Trophée Melinda - 3e du Grand Prix des Nations - 4e de la Flèche wallonne - 6e de la Coupe du monde - 1993 - Clásica de Almería - 2e étape du Tour de Murcie - 2ea étape des Quatre Jours de Dunkerque - 5e étape du Tour des Asturies - 5e étape du Tour de Suisse - 2e des Quatre Jours de Dunkerque - 2e du Circuit Mandel-Lys-Escaut - 2e du Grand Prix Raymond Impanis - 3e du championnat de Russie sur route - 8e de Liège-Bastogne-Liège - 10e du Tour de Lombardie - 1994 - Tour de la Communauté valencienne : - Classement général - 2e étape - Veenendaal-Veenendaal - Tour DuPont : - Classement général - 5e et 11e étapes - 2e étape du Tour de Luxembourg - 2e du Grand Prix E3 - 2e du Kellogg's Tour - 2e de la Leeds International Classic - 3e de Paris-Nice - 1995 - 11e étape du Tour DuPont (contre-la-montre) - 5e étape du Tour de Suisse - 3eb étape du Tour des Pays-Bas (contre-la-montre) - Tour de Chine - 2e du Tour DuPont - 2e du Tour des Pays-Bas - 4e de Paris-Roubaix - 8e de Paris-Nice - 8e du Tour des Flandres - 1996 - 2e étape du Tour de Murcie - Trois Jours de La Panne - 3e du Tour des Pays-Bas - 4e du Tour des Flandres - 8e de Paris-Roubaix - 9e du championnat du monde du contre-la-montre | - 1997 - Champion de Russie sur route - 8eb étape de Paris-Nice (contre-la-montre) - 3e étape de la Semaine catalane - 2e et 4e (contre-la-montre) étapes du Critérium du Dauphiné libéré - 5e étape du Tour de Castille-et-León - 2e de Paris-Camembert - 3e de la Semaine Catalane - 4e de Paris-Nice - 8e du Critérium du Dauphiné libéré - 9e du Tour de Romandie - 10e du Tour des Flandres - 1998 - 6e étape du Prudential Tour - 2e du Trophée Luis Puig - 2e du Tour des Pays-Bas - 3e du Grand Prix Eddy Merckx - 3e des Trois Jours de La Panne - 7e du Tour des Flandres - 9e du championnat du monde du contre-la-montre - 1999 - 3e étape du Tour du Táchira - 3e étape du Gran Premio Internacional Telecom - 5e étape du Tour de Suisse (contre-la-montre) - 15e étape du Tour d'Espagne - 2000 - Champion olympique du contre-la-montre - Trois Jours de La Panne - Classement général - 4e étape (contre-la-montre) - Grand Prix Eddy Merckx (avec Lance Armstrong) - 2001 - 5e étape du Tour de la Communauté valencienne (contre-la-montre) - 3e des Trois Jours de La Panne - 3e du Grand Prix EnBW (avec Víctor Hugo Peña) - 2003 - 4e étape du Tour de France (contre-la-montre par équipes) - Tour des Pays-Bas : - Classement général - 4e étape (contre-la-montre) - 3e de Paris-Roubaix - 3e du Grand Prix de San Francisco - 6e du championnat du monde du contre-la-montre - 8e du Tour des Flandres - 2004 - Champion olympique du contre-la-montre - 4e étape du Tour de France (contre-la-montre par équipes) - 4e étape du Tour des Pays-Bas (contre-la-montre) - 2e du Tour des Pays-Bas - 2e du Tour du Languedoc-Roussillon - 2005 - 4e étape des Trois Jours de La Panne (contre-la-montre) - 2006 - 2e du Eindhoven Team Time Trial (avec Discovery Channel) |  |

### Résultats sur les grands tours

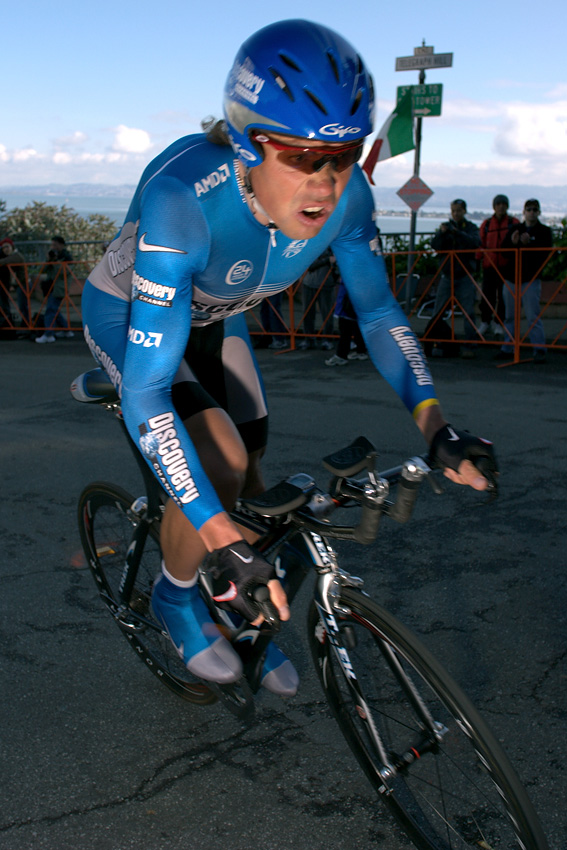
Viatcheslav Ekimov en 2006

#### Tour de France
15 participations
- 1990 : 55e, vainqueur de la 2e étape (contre-la-montre par équipes)
- 1991 : 42e, vainqueur de la 20e étape
- 1992 : 65e, vainqueur de la 4e étape (contre-la-montre par équipes)
- 1993 : 35e
- 1994 : 36e
- 1995 : 18e
- 1996 : 21e
- 1997 : 44e
- 1998 : 38e
- 2000 : 55e
- 2001 : 82e
- 2002 : 58e
- 2003 : 76e, vainqueur de la 3e étape (contre-la-montre par équipes)
- 2004 : 80e, vainqueur de la 4e étape (contre-la-montre par équipes)
- 2006 : 84e

#### Tour d'Italie
2 participations
- 1999 : 58e
- 2006 : 89e

#### Tour d'Espagne
4 participations
- 1995 : 25e
- 1997 : 64e
- 1998 : abandon
- 1999 : 55e, vainqueur de la 15e étape